# Ciriaco Cano
Ciriaco Cano González (Plasencia, 5 agosto 1948) è un allenatore di calcio ed ex calciatore spagnolo, di ruolo centrocampista.

## Caratteristiche tecniche
Era un centrocampista mancino, abile negli assist.

## Carriera
Ha giocato nella prima divisione spagnola.

## Palmarès

### Giocatore

#### Competizioni nazionali
- Segunda División: 1

Sporting Gijón: 1976-1977